# Rimac Automobili

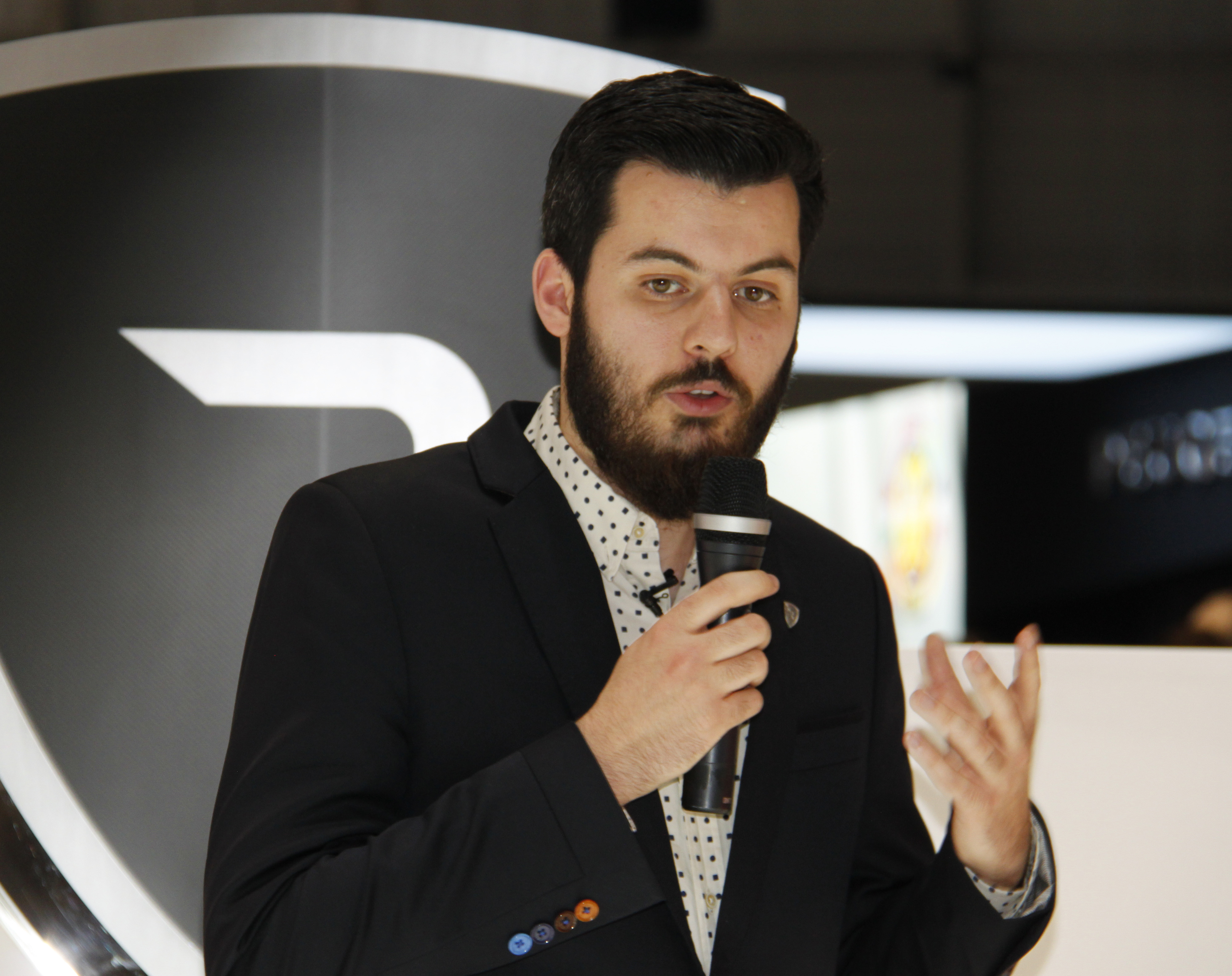
Zakladatel Mate Rimac na ženevském autosalonu, 2018

Rimac Automobili je chorvatský výrobce sportovních elektromobilů se sídlem ve městě Sveta Nedelja u Záhřebu, Chorvatsko.

## Historie
Rimac Automobili založil inženýr Mate Rimac v roce 2009 za účelem vytvořit sportovní vůz s elektrickým pohonem. 
Prvním elektromobilem od Rimac Automobili byl Rimac Concept One, který automobilka představila v roce 2011. Aktuálně je vyrobeno pouze 7 kusů tohoto modelu. Celkem jich bylo 8, ale jeden vůz byl zničen během nehody Richarda Hammonda, v rámci natáčení Grand Tour.
Model Rimac C Two byl představen v roce 2018 s výkonem 1914 koní a dojezdem až 650 km na jedno nabití se 120 kWh baterií. Tentýž rok také Porsche (dceřiná společnost patřící pod Volkswagen Group) koupil minoritní podíl 10% společnosti Rimac za účelem vytvořit vývojové partnerství, jakožto součást elektrifikační strategie.
V listopadu 2021 vznikla firma Bugatti Rimac, jejíž součástí jsou značky Rimac a Bugatti. Podíl 55 % ve firmě má společnost Rimac Group, 45 % společnost Porsche.

## Modely
- Green Monster jako první prototyp vznikl roku 2011 přestavbou staršího sportovního vozu BMW řady 3 (E30) na elektrický pohon. S výkonem 442 kW a točivým momentem 900 Nm dosáhl rychlosti 280 km/h a zrychlení z 0 na 100 km/h za 3,3 sekundy. Je tak nejrychleji zrychlujícím elektromobilem v kategorii A VIII. a ve třídě 3.[9] Jeho konstruktér přesto nebyl s výkony spokojen a automobil dále vylepšoval. Přitom se ukázalo, že z původního auta zbylo méně a méně a Mate Rimac se rozhodl pro vlastní výrobu celých vozů.[10]
- Rimac Concept One je dvoumístný sportovní automobil s výkonem 913 kW,[11] točivým momentem 1660 Nm a zrychlením na 100 km/h za 2,8 sec.[12] Vůz byl poprvé představen na autosalonu ve Frankfurtu nad Mohanem v roce 2011 a v Paříži 2012.
- Rimac Concept S byl představen na ženevském autosalonu 2016. Má výkon 1018 kW a točivý moment asi 1800 Nm.[13]
- Rimac C Two byl představen v Ženevě roku 2018. Má čtyři motory (pro každé kolo jeden), jež mu dávají výkon 1408 kW a maximální rychlost 412 km/h, čímž se tento elektromobil řadí mezi nejrychlejší elektromobily na světě.[14] Vůz je vybaven pro autonomní jízdu ve stupni 4. K tomu má 8 kamer, lidar, 6 radarů a 12 ultrazvukových čidel. Orientační cena vozu má být 1 milion EUR.[15] Dojezd činí asi 650 km na jedno nabití a prázdná baterie se nabije za 30 minut na 80 %.[4]  Později po svém uvedení byl přejmenován na Rimac Nevera.

## Galerie

Modely Rimac
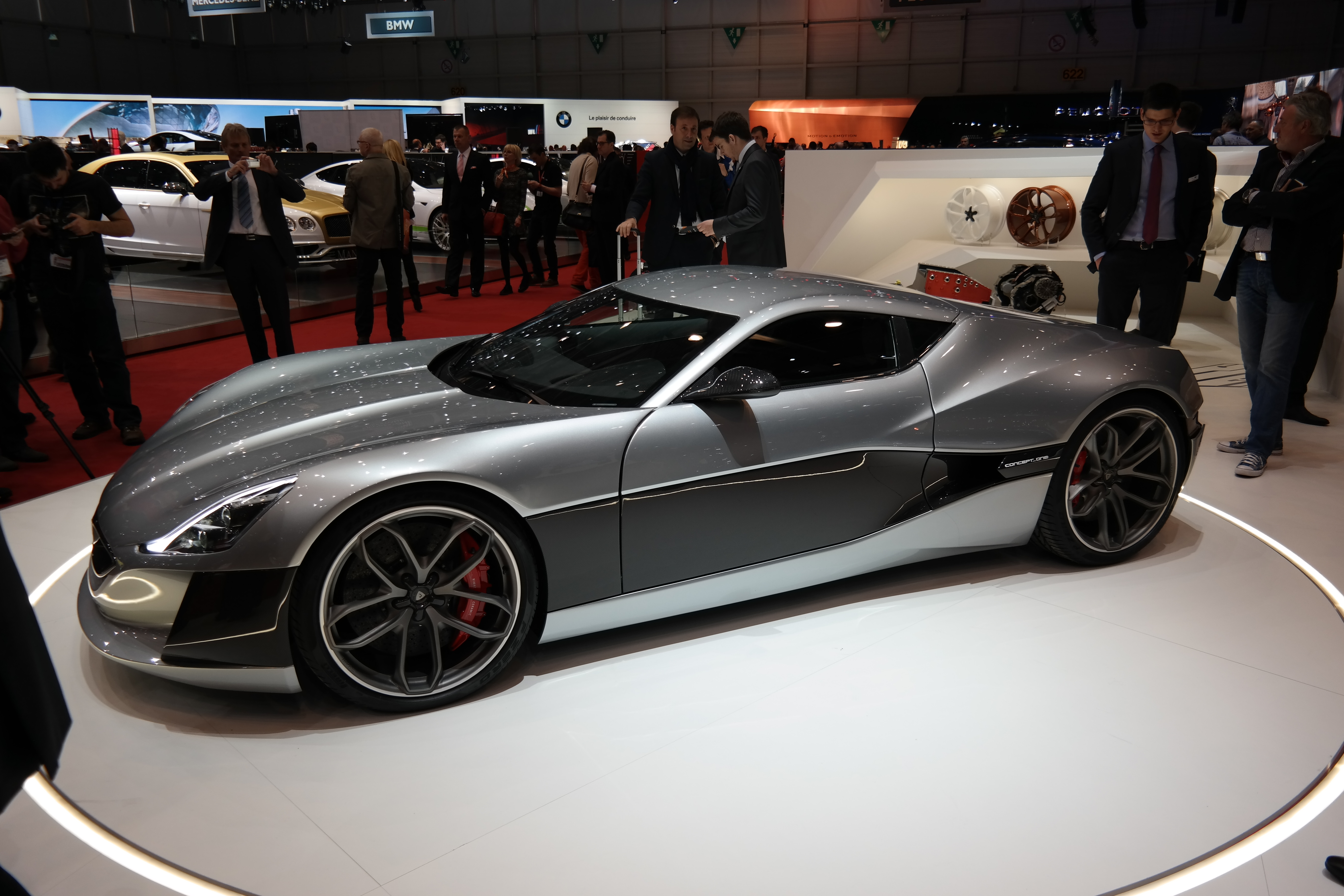
Rimac Concept One
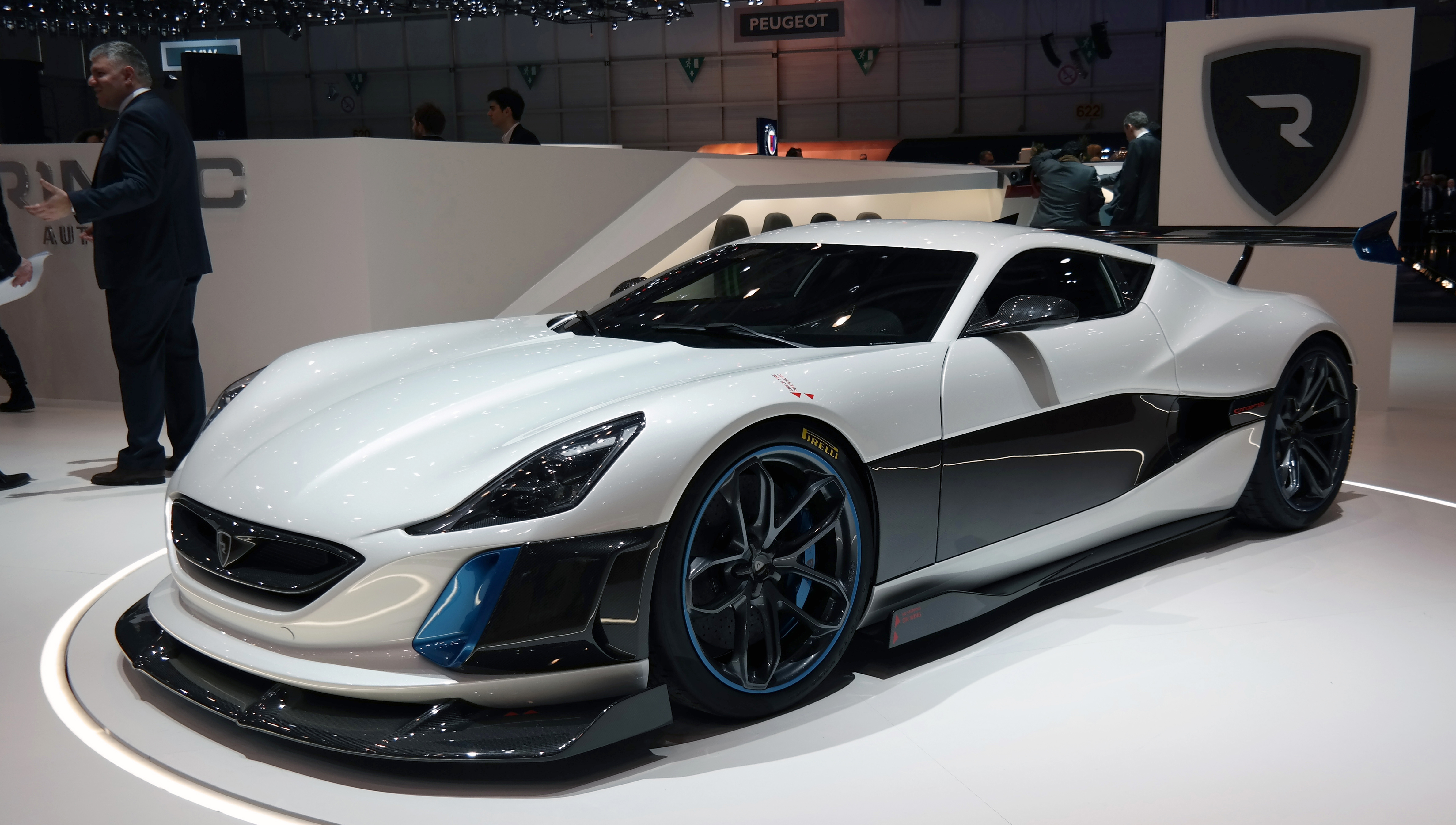
Rimac Concept S
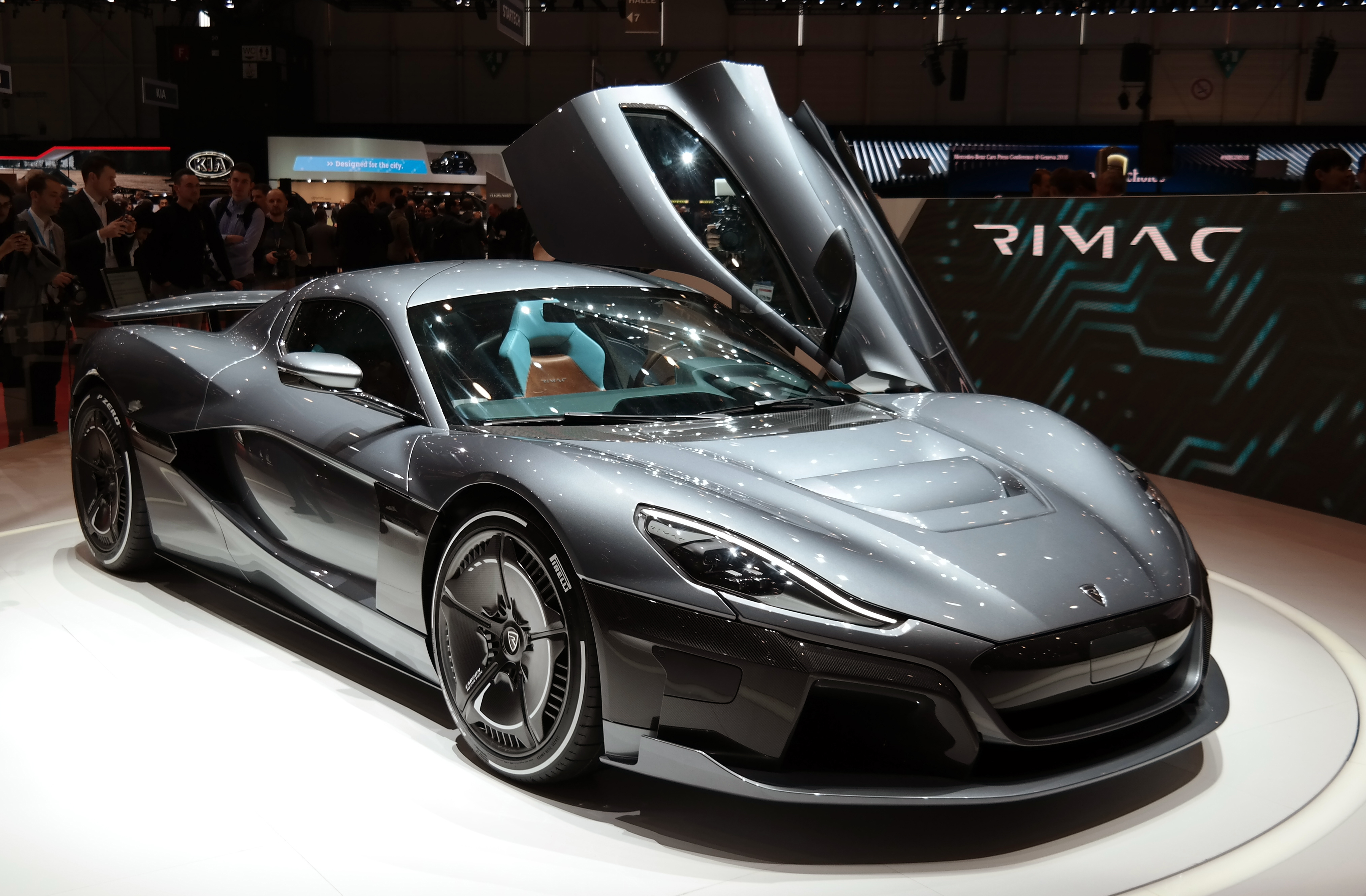
Rimac C Two